# November 2014
| November 2014 |
| Månader under 2014: Januari · Februari · Mars · April · Maj · Juni · Juli · Augusti · September · Oktober · November · December ← December 2013 · Januari 2015 → |

## Händelser

### 2 november
- Blaise Compaoré tvingas bort från makten i Burkina Faso, efter 27 år som president.

### 3 november
- 24 migranter dödas när deras båt, som var på väg till Rumänien sjunker i sundet Bosporen i Istanbul[1].
- Kanada påbörjar flygbomba norra Irak där ISIL håller till. Efter rapporter om massmord på 200 män begångna av rörelsen i Anbarprovinsen.
- Sveriges första cykeltvätt öppnar på en OKQ8mack i Uppsala[2].

### 4 november
- Skyskrapan One World Trade Center med 541 meter som högsta höjd och 104 våningar, tillika den högsta byggnaden på västra halvklotet, invigs.

### 5 november
- Inbördeskriget i Syrien: Minst 11 barn dödas när granateld träffar deras skola. Enligt lokala aktivister ska regeringsstyrkorna ligga bakom händelsen.
- Konsumentverket förbjuder snabblöneföretag att sluta låna ut pengar.

### 6 november

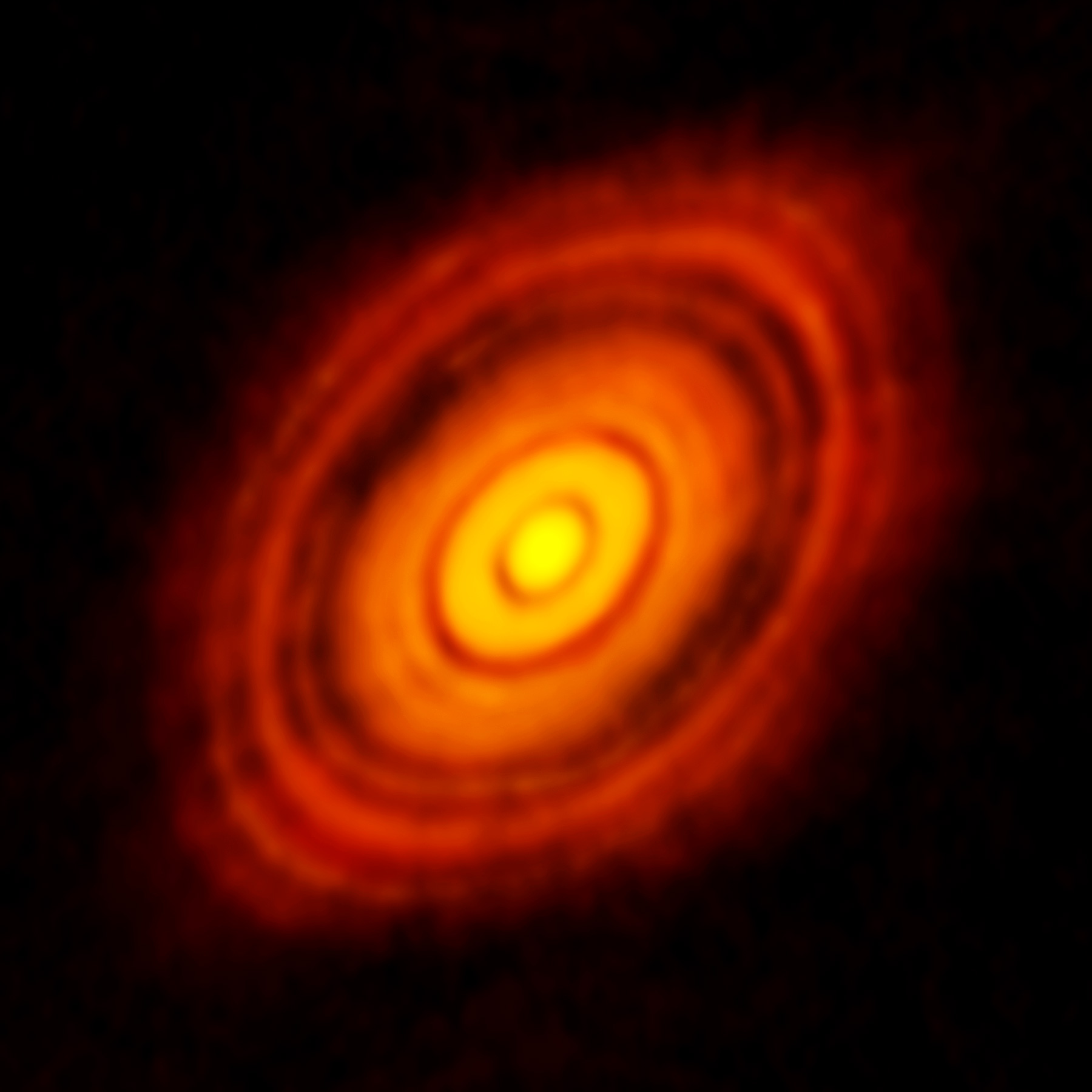
En bild från superteleskopet ALMA i Chile från 2014, på planetbildningen vid stjärnan HL Tauri.

- Atacama Large Millimeter Array visar en protoplanetär skiva runt stjärnan HL Tauri.[3]

### 9 november

Katalonien höll val om självständighet.

- Val om självständighet hålls i Katalonien.

### 10 november
- Albaniens president Edi Rama besöker Serbiens premiärminister Alexandar Vučinić i Belgrad. Vilket är första gången någonsin en Albansk minister besöker Serbien, då det är en ekonomisk konflikt mellan länderna.

### 12 november

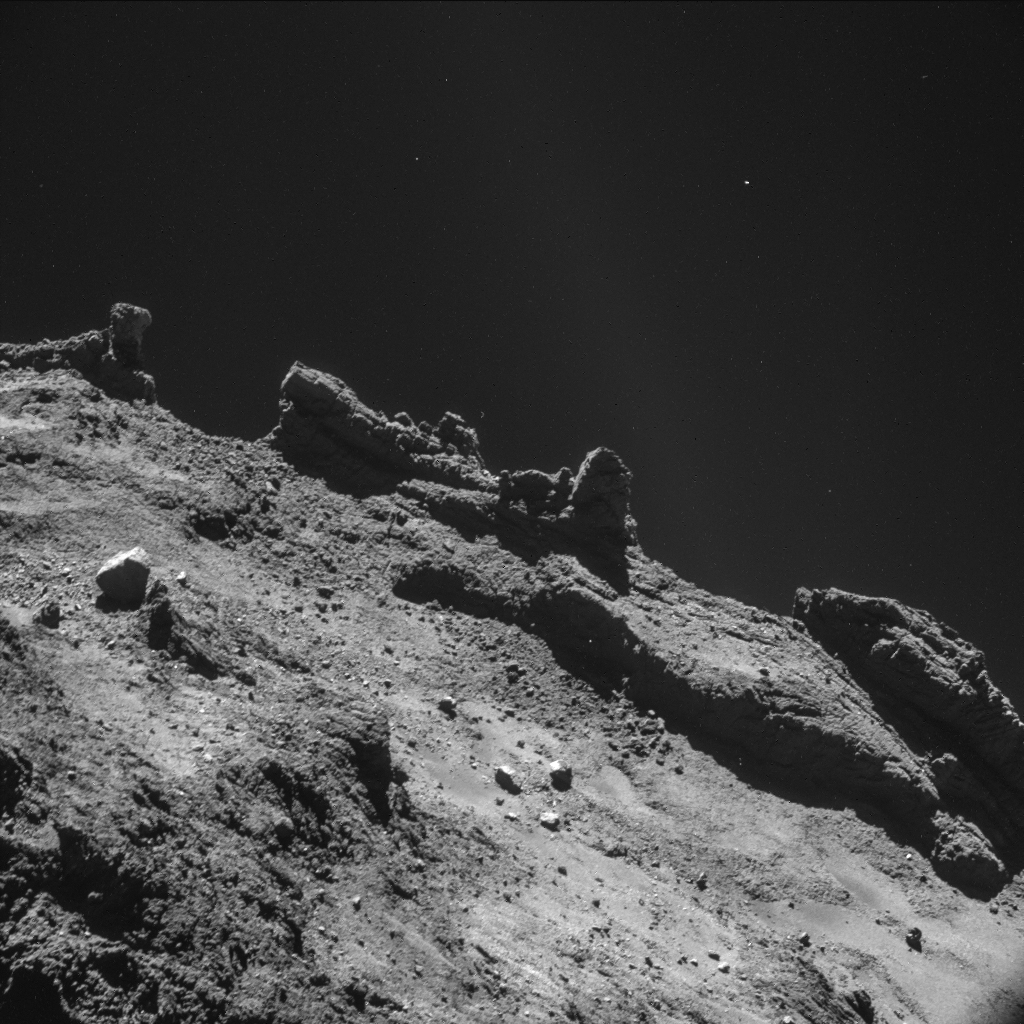
67P Tjurjumov-Gerasimenko.

- Landaren Philae, tillhörande europeiska rymdorganisationens rymdsond Rosetta, når ytan av kometen 67P Tjurjumov-Gerasimenko.

### 23 november
- Den brittiske formel 1-föraren Lewis Hamilton blir världsmästare för andra gången.

### 30 november
- Ett föremål exploderar utanför Rättscentrum i Malmö. Entrén förstörs.[4]